# The Nexus
The Nexus ou New Nexus foi um grupo de wrestling profissional que competia na WWE, pela divisão Raw. Os membros originais consistiam nos oito participantes da primeira temporada do NXT e acabaram sendo substituídos diversas vezes com o passar do tempo. O objetivo inicial da Nexus era a obtenção de um contrato no elenco principal da empresa, com a exceção do líder Wade Barrett, que já estava empregado por vencer a primeira temporada do NXT. Desde então, o grupo passou a hostilizar todos os membros da Raw, tendo como alvo principal John Cena, que pouco tempo depois foi obrigado a fazer parte da Nexus ao perder uma luta no evento Hell in a Cell. Cena saiu do time após ser demitido no Survivor Series antes de ser recontratado por Barrett. A Nexus conquistou por três vezes o Campeonato de Duplas da WWE.
No início de 2011, Wade Barrett foi expulso do grupo por CM Punk, que se tornou o novo líder do mesmo. O foco da Nexus - que passou a ser chamar New Nexus - foi alterado sob a liderança de Punk, tornando-se uma equipe onde os seus membros dedicavam-se um ao outro pela fé. Em julho de 2011, Punk deixou a WWE como Campeão da WWE, acabando com o grupo.

## História

### A Nexus original (2010-2011)

#### Formação e ataques hostis
Antes de sua formação, cada membro original da Nexus - Wade Barrett, Daniel Bryan, Justin Gabriel, David Otunga, Skip Sheffield, Heath Slater, Michael Tarver e Darren Young - era um concorrente (também chamado de rookie) da primeira temporada do programa NXT. O encerramento da NXT ocorreu em 1 de junho de 2010 e Wade Barrett foi declarado o vencedor, recebendo um contrato fixo no elenco principal da WWE e uma luta em um evento pay-per-view da sua escolha. Os outros sete desafiantes ficaram sem trabalho, e Barrett começou imediatamente a lutar na divisão Raw.
Em uma edição especial da Raw, o grupo estreou interferindo o evento principal entre o campeão da WWE John Cena e CM Punk, portando braçadeiras com a letra "N". Barrett liderou o ataque a Cena, Punk, Luke Gallows, Jerry Lawler, Matt Striker, Justin Roberts e outros empregados da WWE que estavam em volta do ringue. Durante as agressões, Daniel Bryan estrangulou o anunciador de ringue Justin Roberts com sua gravata, e também cuspiu na cara de Cena. Tais atos fizeram a empresa rescindir o contato de Bryan alegando que isto era muito violento para a sua programação TV-PG. A ausência do membro foi explicada por Barrett como que Bryan tivesse sentido remorso de suas ações e como resultado havia sido expulso da Nexus.

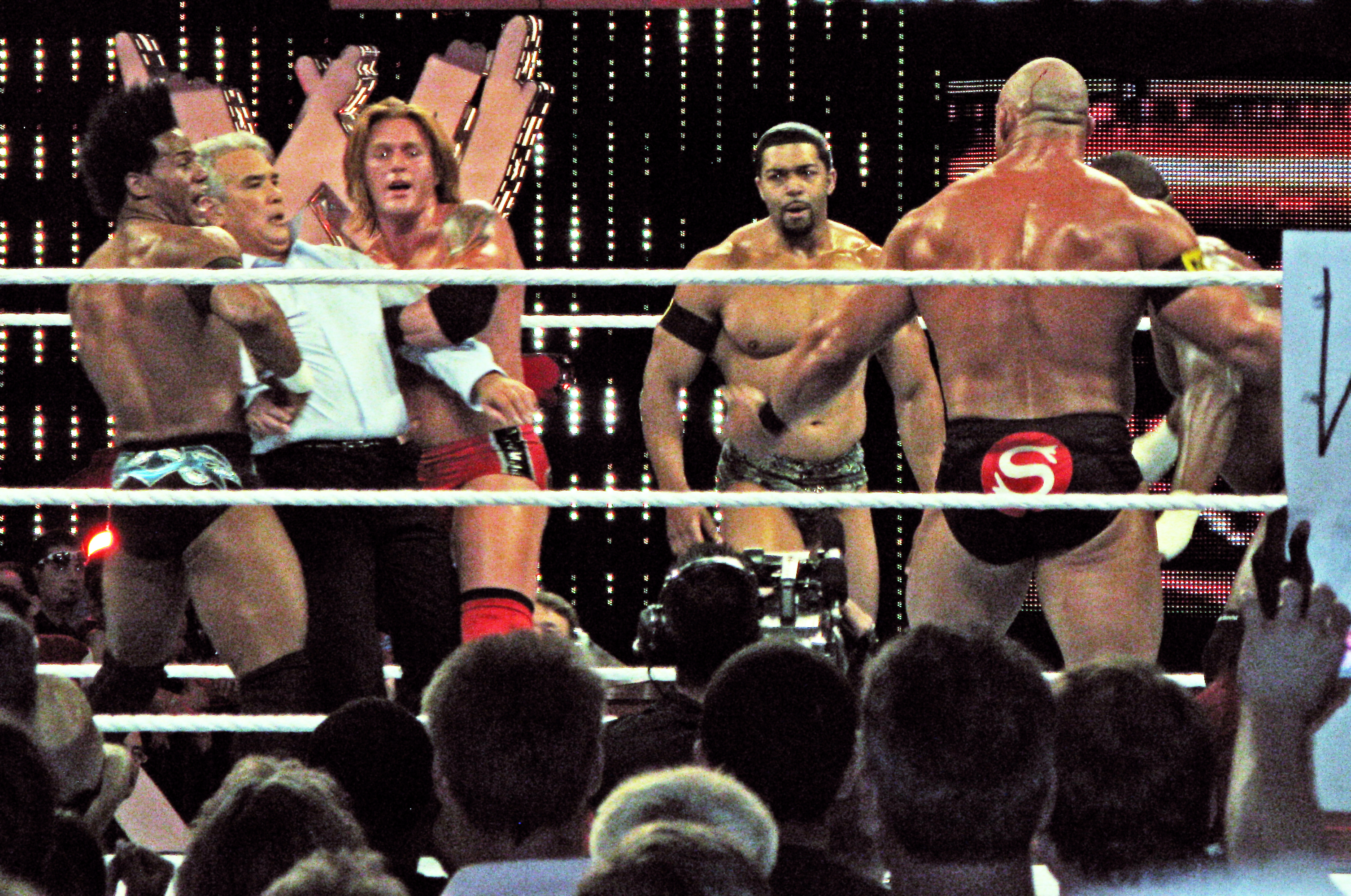
A Nexus atacando Ricky Steamboat.

Uma semana depois, o grupo explicou suas ações como um "castigo" pelos maus tratos que receberam da administração da WWE durante a estadia na NXT. O ataque também tinha como objetivo a obtenção dos contratos para os seis membros restantes da equipe. O gerente geral da Raw, Bret Hart, recusou o pedido e acabou por demitir Barrett. Em seguida, após Hart havia ordenar ao elenco inteiro da Raw para que ficasse de guarda em volta do ringue no evento principal, a Nexus atacou-o nos bastidores e forçou-o a entrar em uma limusine e bater em outros veículos. Durante o pay-per-view Fatal 4-Way, a Nexus inteferiu no evento principal onde estava em disputa o Campeonato da WWE, e atacou todos os lutadores envolvidos. Sheamus aproveitou a interferência para conquistar o título de John Cena.
O grupo passou a atacar durante as próximas semanas várias figuras da WWE, incluindo o membro do Hall da Fama da WWE Ricky Steamboat, enquanto ele estava celebrando junto com outras lendas o lançamento de um DVD sobre sua carreira, culminando em um edital de Hart em que a Nexus não poderia entrar em contato físico com nenhum membro da Raw naquela semana.

#### Estreia noRaw
Posteriormente, o presidente da WWE Vince McMahon removeu Bret Hart do cargo de gerente geral devido a suas lesões, e nomeou um novo, o qual preferiu permanecer anônimo (comunicando-se apenas por meio de e-mails citados pelo "porta-voz oficial" Michael Cole). Imediatamente, o novo gerente geral deu os contratos aos membros restantes da Nexus e confirmou a luta de Barrett por um campeonato. Como líder, ele afirmou que o grupo já havia conseguido completar seu objetivo inicial e que se autoinititularam como "Nexus". No entanto, mesmo depois de desculparem pelas agressões, eles continuaram os ataques, incluindo um sobre McMahon que tentou tirar o crédito das ações da Nexus.
Na edição de 5 de julho da Raw, o gerente geral anônimo exigiu que Cena e Barrett dessem uma trégua na rivalidade entre os dois naquela noite. Cena se recusou e tentou atacar Barrett, desencadeando em uma luta no vestiário envolvendo a Nexus e grande parte do elenco do programa. Após Cena não parar de atacar Darren Young, o gerente geral anunciou uma luta na semana seguinte 7 vs. 1 handicap, o que causou maior irritação em Cena que passou a atacar novamente Young, que acabou por ser retirado da luta devido as lesões, tornando a disputa uma desvantagem de 6-1. Ela foi vencida pela Nexus após um 450° splash de Justin Gabriel, fazendo o pin em Cena.
Antes do pay-per-view Money in the Bank, a Nexus apareceu na segunda temporada da NXT, e competiu em um battle royal junto com os participantes atuais. A história iniciou quando Percy Watson convidou os outros competidores para atacarem a MVP, em retaliação ao fato dos "pros" (instrutores) atacarem os "rookies" (desafiantes) na primeira temporada com o propósito de mantê-los na linha. O co-anfitrião Matt Striker interveio e, como os Nexus já estavam presentes no programa, organizou um battle royal entre os vinte lutadores. Wade Barrett foi o último homem no ringue e os sete membros da Nexus foram declarados como vencedores.
No Money in the Bank, a Nexus tentou atrapalhar a luta pelo Campeonato da WWE entre Sheamus e Cena em uma jaula de aço ao quebrar a porta. Porém, o árbitro de fora do ringue atirou a chave para o público e a ferramenta que Michael Tarver utilizou para abrir a jaula. Então, eles tentaram escalar a mesma e intervir, porém os dois participantes do combate os seguraram e conseguiram escapar. Após ser derrotado, Cena atacou Tarver e Young, agredindo ambos e levando a braçadeira de Young para junto com ele.

#### Rivalidade com John Cena

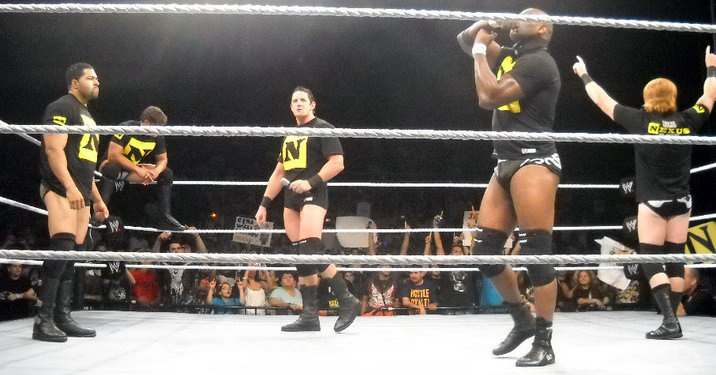
Nexus após excomungar Darren Young e perder Skip Sheffield por lesão.

Na edição de 19 de julho da Raw, a Nexus continuou seus ataques aos membros da empresa agredindo a Edge e Chris Jericho, após os dois rivais de longa-data tentarem manipular e desmanchar a Nexus. Mais tarde, Barrett derrotou Mark Henry em uma luta simples. Após ela, a Nexus perguntou se John Cena queria se juntar ao grupo, porém ele não aceitou e afirmou que iria derrotar um por um no SummerSlam, e que já havia encontrado ajuda para fazer isto. Então, Cena revelou um por um dos membros da equipe do time Raw: Edge, John Morrison, R-Truth, The Great Khali, Chris Jericho e Bret Hart. Na semana seguinte, a Nexus derrotou uma outra equipe da Raw como uma prévia do próximo combate. Após, seus membros zombaram do grupo de Cena que estavam discutindo entre eles, falando que iriam conseguir uma vitória fácil no SummerSlam.
No evento, a Nexus foi derrotada pelo "Team WWE", que contava com o retorno de Daniel Bryan, que se juntou a equipe tradicional após Great Khali ser lesionado antes do início da luta. Cena acabou por ser a única pessoa a terminar no ringue ao final do combate. Na noite seguinte, cada membro da Nexus competiu em lutas simples contra os mesmos integrantes do Team WWE (com a exceção de Bret Hart, substituído por Randy Orton), com a pré-estipulação de quem perdesse seria expulso do grupo. Enquanto quase todos os membros da Nexus venceram suas partidas respectivas, Darren Young acabou perdendo para John Cena no evento principal e não foi apenas expulso da Nexus, mas também atacado pelo grupo após a derrota.
Em um evento ao vivo em 18 de agosto no Havaí, Skip Sheffield quebrou o seu tornozelo durante uma luta de duplas com David Otunga contra a The Hart Dynasty, colocando-o para fora da Nexus por vários meses, deixando apenas cinco dos membros ativos. No 900° episódio da Raw, a Nexus derrotou Cena, Jericho, Edge, Orton e Sheamus em uma partida 5 vs. 5 eliminatória, após Gabriel acertar Cena pela terceira vez com o 450ª Splash e Barrett fazer o pin em Orton. No mesmo evento, a Nexus surpreendentemente atacou The Undertaker com a ajuda de Kane. Barrett ainda utilizou sua luta garantida por um título no Night of Champions em um combate de eliminação envolvendo seis lutadores, mas acabou sendo eliminado por Orton, que venceu a luta e conquistou o título.
A Nexus fez a sua primeira participação na divisão SmackDown em 1 de outubro, ao atacar Dolph Ziggler, MVP, Big Show e John Cena. No evento principal, seus cinco membros serviram como lumberjacks (ficam em volta do ringue) no combate entre Kane e Cena.

#### Entrada de Cena e Título de Duplas

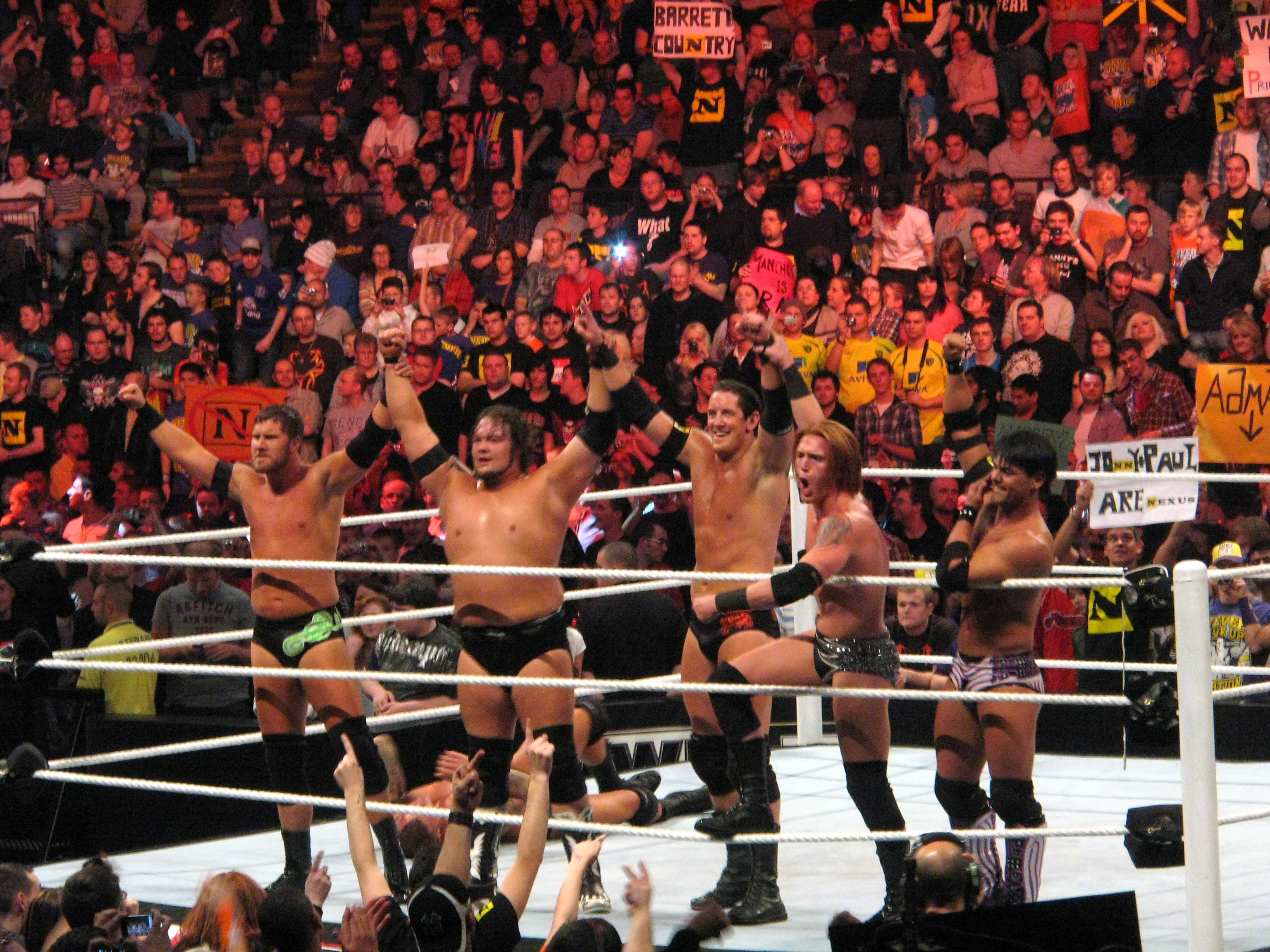
A Nexus após as entradas de Husky Harris e Michael McGillicutty.

No evento Hell in a Cell, Barrett e Cena se enfrentaram em uma luta simples com as estipulações de que se Cena perdesse, ele se juntaria a Nexus; mas caso ganhasse, o grupo seria dissolvido. Após a interferência de dois homens, posteriormente identificados como Husky Harris e Michael McGillicutty, Barrett conseguiu derrotar Cena.
Na Raw de 4 de outubro, Tarver foi brutalmente atacado por Cena após sua luta. Mais tarde, Barrett disse que estava tentando de qualquer modo se livrar de Tarver, já que ele não era mais membro do grupo (kayfabe; na verdade, Tarver foi retirado devido a uma forte lesão na virilha). Após Cena declarar abertamente que iria destruir a Nexus por dentro sendo um membro deles, o gerente geral anônimo afirmou que ele deveria obedecer todas as normas de Barrett ou então seria sumariamente despedido. Aproveitando-se disso, Barrett mandou Cena ajudá-lo a vencer um battle royal para se tornar o desafiante número um ao Campeonato da WWE, onde Cena foi obrigado a eliminar a si próprio.
No Bragging Rights, a Nexus conquistou seu primeiro título na WWE quando David Otunga e John Cena derrotaram os então Campeões de Duplas da WWE Cody Rhodes e Drew McIntyre para conquistarem os campeonatos. Naquela mesma noite, o grupo ajudou Kane a derrotar The Undertaker em uma luta no estilo Buried Alive, por motivos que ainda precisam ser explicados. No evento principal do pay-per-view, Barrett derrotou Orton em uma luta pelo Campeonato da WWE através de desqualificação, causada por Cena, não conquistando assim o título. Na edição de 25 de outubro da Raw, Heath Slater e Justin Gabriel conquistaram o Campeonato de Duplas após derrotarem Otunga e Cena em uma luta onde Barrett obrigou Otunga deixar ser vencido. Durante a mesma noite, Barrett afirmou que Husky Harris e Michael McGillicutty se tornaram os novos membros oficiais da Nexus; e no evento principal, após Cena derrotar Orton por desqualificação, ele escolheu o árbitro convidado especial para a sua luta no Survivor Series. Então, Barrett escolheu Cena e declarou que se ele não desse a vitória para ele seria demitido; mas caso Barrett conquistasse o título de Orton, Cena seria dispensado de todas as responsabilidades para a Nexus.

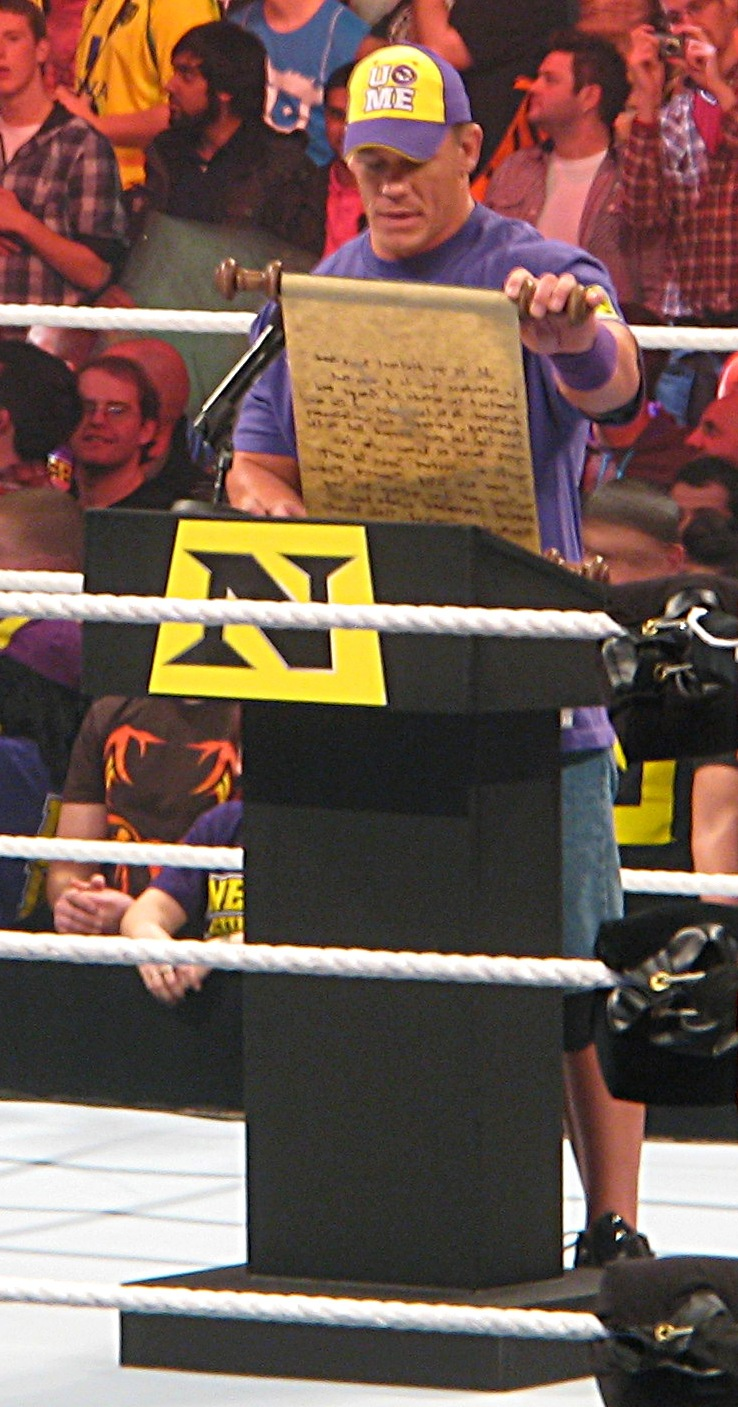
John Cena sendo forçado a ler um documento público enquanto membro da Nexus

Em 5 de novembro, Otunga, que estava questionando a liderança de Barrett nas semanas anteriores, levou Gabriel, Harris, McGillicutty e Slater a invadirem a edição da SmackDown, interrompendo uma luta entre Edge e Alberto Del Rio. No entanto, a Nexus foi derrotada no evento principal em uma luta 5 vs. 5 pela equipe formada por Edge, Del Rio, Big Show, Kane e Kofi Kingston. Barrett não aprovou a atitude de Otunga querer liderar a Nexus e como resultado forçou-o a defender sua permanência na semana seguinte. Na luta, Otunga derrotou Edge após uma interferência de Kane, que havia sido ajudado no pay-per-view passado. No Survivor Series, Randy Orton reteve seu título contra Barrett e como consequência, Cena foi (kayfabe) despedido da WWE e subsequentemente do departamento da Nexus.
Apesar de ser demitido, Cena continuou a aparecer na Raw nas semanas seguintes, interferindo em lutas da Nexus e atacando-os nos bastidores, no ringue e no estacionamento da arena. No episódio de 6 de dezembro, Slater e Gabriel perderam seus títulos para Vladimir Kozlov e Santino Marella em uma luta eliminatória envolvendo quatro duplas, após a interferência de Cena. Naquela mesma noite, a Nexus informou a Cena que os ataques deveriam parar, porém ele novamente agrediu Barrett. Querendo o fim do conflito, a Nexus ameaçou expulsar Barrett do grupo caso ele não recontratasse Cena na semana seguinte. Porém, o líder da Nexus recontratou Cena em troca de uma luta entre ambos no evento TLC: Tables, Ladders & Chairs. Durante o TLC, Cena atacou todos os membros da Nexus e derrotou Wade Barrett em uma luta com cadeiras no evento principal.

### Como New Nexus (2011)

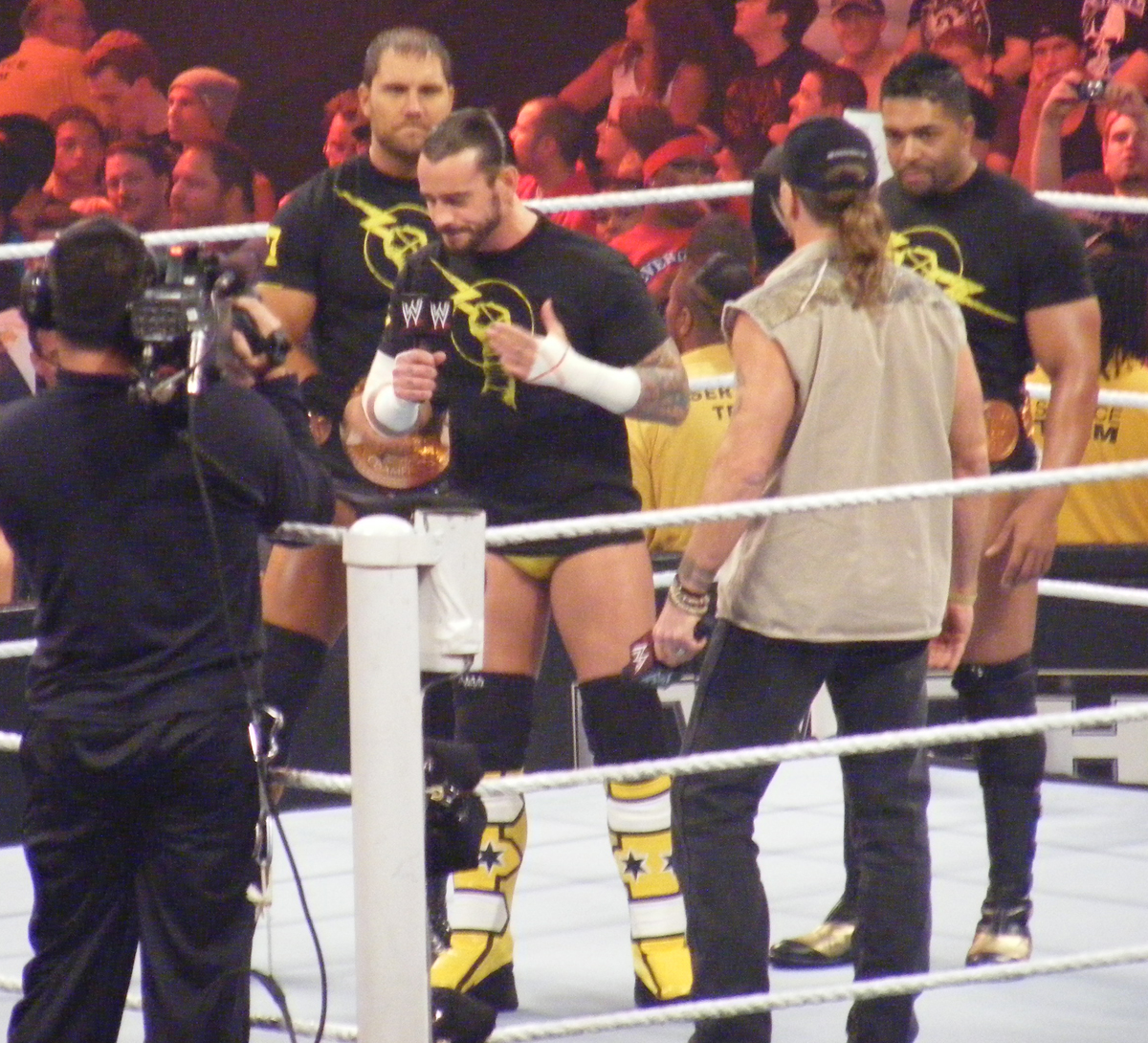
CM Punk, David Otunga e Michael McGillicutty, confrontando Shawn Michaels.

A Nexus, após repetidos ataques de CM Punk frente a John Cena, anunciou ambiguamente que estava sob "novo comando". CM Punk foi revelado como o novo líder, adquirindo a posição de Barrett após o útlimo perder uma luta em uma jaula de aço contra Orton e Sheamus, onde estava em jogo seu status de líder e a sua permanência no grupo. Em 10 de janeiro de 2011, Justin Gabriel e Heath Slater saíram do grupo, após recusarem supostas ordens de CM Punk, que acabara de criar a New Nexus. Eles se juntaram a Barrett e Ezekiel Jackson formando o The Corre, enquanto Harris, McGillicutty e Otunga aceitaram as observações e continuaram como membros ativos da Nexus.
Em 17 de janeiro, em uma edição da Raw, Mason Ryan interferiu em um combate entre Punk e Cena, e posteriormente ingressou na Nexus. No mesmo dia, Punk declarou que o grupo deveria se unir pela fé e pregou um sermão a todos os que estavam presentes. O time participou da luta Royal Rumble no evento homônimo, chegando a estarem somente os cinco membros da equipe no ringue, mas todos eles foram eliminados por Cena. Em 31 de janeiro, McGillicutty e Harris lutaram contra Marella e Kozlov pelo Campeonato de Duplas da WWE, porém foram derrotados. Após o confronto, Orton invadiu e acertou um chute no crânio de Harris, lesionando-o, iniciando assim uma rivalidade entre a Nexus e Orton. Nas semanas seguintes, Orton derrotou cada um dos membros restantes da New Nexus, que por pré-estipulação poderiam ajudar CM Punk na luta contra ele na WrestleMania XXVII. No evento, Punk foi derrotado por Orton após este aplicar um RKO quando Punk pulava da segunda corda do ringue. Na Raw de 11 de abril, McGillicutty, Otunga e Ryan retornaram e estabilizaram novamente a Nexus. No Raw de 23 de maio, Otunga e McGillicutty derrotaram Big Show e Kane, se tornando os novos Campeões de Duplas da WWE. Em 17 de julho, Punk abandonou a WWE. Antes, Mason Ryan havia se lesionado. Otunga e McGillicutty perderam os títulos em 22 de agosto, sendo derrotados por Air Boom, acabando com o Nexus.

## Membros

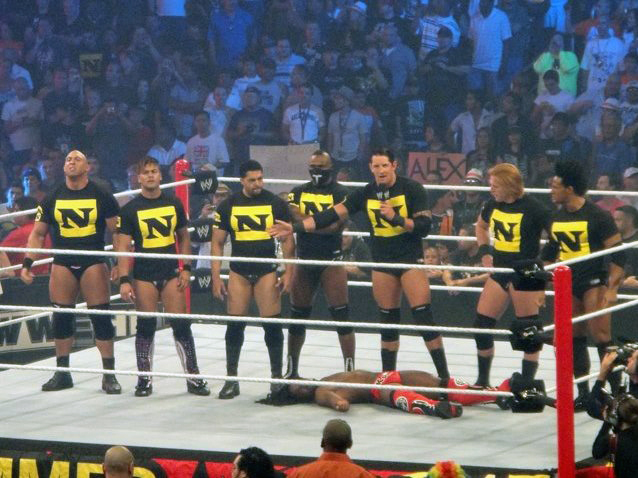
Sete dos membros originais (E-D): Skip Sheffield, Justin Gabriel, David Otunga, Michael Tarver, Wade Barrett, Heath Slater e Darren Young no SummerSlam.

| Membro               | Entrada                | Saída                  | Notas                                                                                              |
| -------------------- | ---------------------- | ---------------------- | -------------------------------------------------------------------------------------------------- |
| Wade Barrett         | 7 de junho de 2010     | 3 de janeiro de 2011   | Líder original do Nexus. Criou o The Corre no SmackDown                                            |
| Daniel Bryan         | 7 de junho de 2010     | 11 de junho de 2010    | Demitido após o ataque original do Nexus no Raw. Na história, expulso do grupo por mostrar remorso |
| Darren Young         | 7 de junho de 2010     | 16 de agosto de 2010   | Exilado do Nexus após sofrer uma derrota por John Cena                                             |
| Skip Sheffield       | 7 de junho de 2010     | 18 de agosto de 2010   | Deixou o grupo após quebrar o tornozelo                                                            |
| Michael Tarver       | 7 de junho de 2010     | October 4 2010         | Deixou o grupo por ter sofrido uma lesão                                                           |
| Justin Gabriel       | 7 de junho de 2010     | 10 de janeiro de 2011  | Deixou o grupo para se juntar ao The Corre                                                         |
| Heath Slater         | 7 de junho de 2010     | 10 de janeiro de 2011  | Deixou o grupo para se juntar ao The Corre                                                         |
| David Otunga         | 7 de junho de 2010     | 1° de agosto de 2011   | Único membro a estar em todas as encarnações do Nexus                                              |
| John Cena            | 3 de outubro de 2010   | 21 de novembro de 2010 | Deixou o grupo após ser demitido                                                                   |
| Husky Harris         | 25 de outubro de 2010  | 31 de janeiro de 2011  | Deixou o grupo após uma lesão                                                                      |
| Michael McGillicutty | 25 de outubro de 2010  | 1° de agosto de 2011   | Um dos dois últimos membros do Nexus                                                               |
| CM Punk              | 27 de dezembro de 2010 | 17 de julho de 2011    | Se tornou o líder do grupo, o abandonando com o fim de seu contrato                                |
| Mason Ryan           | 17 de janeiro de 2011  | 1° de setembro de 2011 | Se lesionou pouco antes do grupo se separar                                                        |

## No wrestling
- Movimentos de finalização
  - David Otunga
    - The Verdict (Thrust spinebuster)[54][55]

  - Husky Harris
    - Running senton[56][57]
    - Swinging reverse STO

  - Michael McGillicutty
    - McGillicutter (Running swinging neckbreaker)[58][59]

  - Skip Sheffield
    - Running high-impact clothesline[60]

  - Mason Ryan
    - House of Pain[61] (Swinging side slam) – FCW

  - John Cena
    - Attitude Adjustment (AA)234 / F–U235 (Standing fireman's carry, seguido de um powerslam ou de um takeover) - 2002-presente – WWE

  - STF234 / STF–U (Stepover toehold facelock)235 – 2005–presente; WWE
  - Wade Barrett
    - The Wasteland (Fireman's Carry Slam frontal)9 – 2010 - 2012 (atualmente usado como segundo finisher)

  - Cm Punk
    - Anaconda Vise (Arm-trap triangle choke, principalmente a partir de uma posição supina)1 245
    - GTS – Go To Sleep (Fireman's carry dropped into a knee lift)1

- Temas de entrada
  - "We Are One" por 12 Stones (7 de junho de 2010 – 18 de abril de 2011)[62]
  - "This Fire Burns" por Killswitch Engage (17 de janeiro de 2011 - 18 de abril de 2011; com CM Punk)[63]
  - "Death Blow" por VideoHelper Production Library (14 de julho de 2011 - 1° de outubro de 2011; Otunga e McGillicutty)
  - "All About the Power" por S-Preme (21 de julho de 2011 - 1° de outubro de 2011; Otunga e McGillicutty)

## Títulos e prêmios
- Pro Wrestling Illustrated

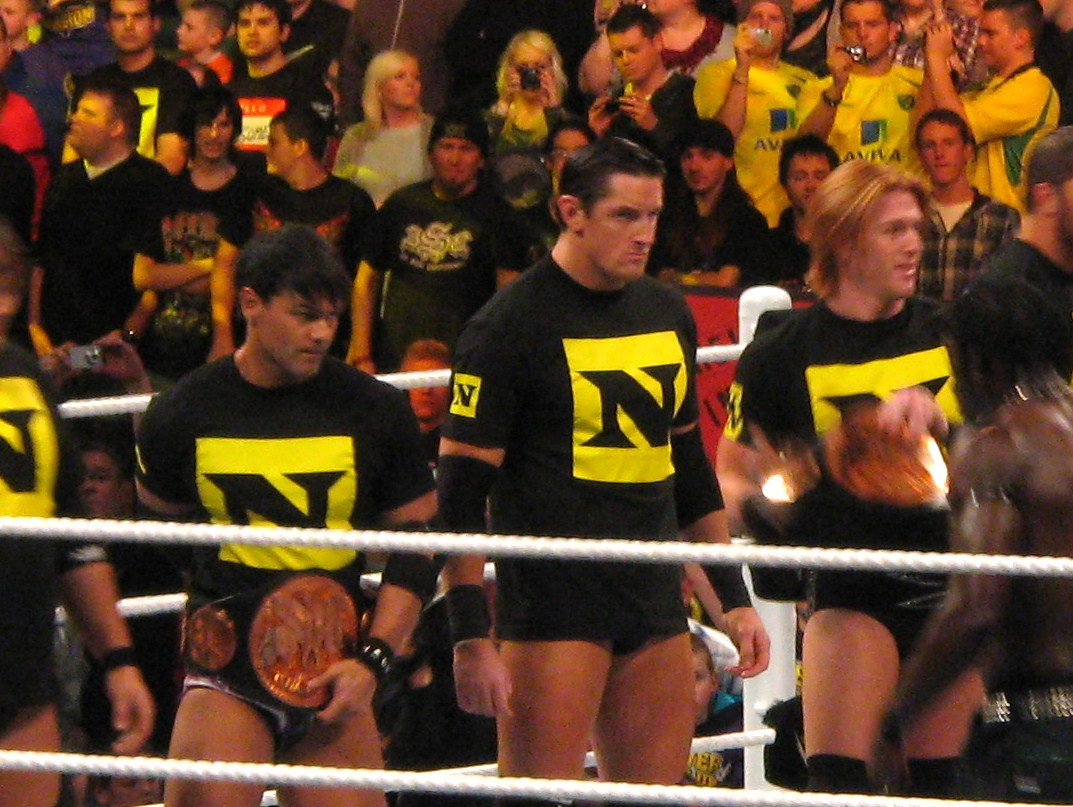
Justin Gabriel e Heath Slater como Campeões de Tag Team da WWE

  - PWI Rivalidade do Ano (2010) vs. WWE[64]
  - PWI Lutador Mais Odiado do Ano (2010)[65]
  - PWI Revelação do Ano (2010) David Otunga[66]
- WWE
  - WWE Championship (1 vez) - CM Punk
  - WWE Tag Team Championship (3 vezes) – John Cena e David Otunga (1); Heath Slater e Justin Gabriel (1); David Otunga e Michael McGillicutty (1)[5][6]
  - NXT (1ª temporada) - Wade Barrett[11]
  - Slammy Award por Choque do Ano (2010) A estreia da Nexus